# 欧加农
歐嘉隆（Organon）是一家美国制药公司，总部位于新泽西州泽西市。歐嘉隆的主要產品在三方面，分別為：避孕藥、生殖藥物及更年期適應藥物。此外，歐嘉隆亦有生產心理健康、麻醉和心血管疾病的藥物。

## 簡介
歐嘉隆的主要生產基地位於荷蘭，行銷亦是歐洲總部的主要功能。在美國，歐嘉隆除了位於Roseland的總部以外，在賓夕法尼亞州的Allentown亦有一個佔地約1.6萬平方米的包裝及分銷中心，並在麻薩諸塞州的劍橋有一所生物科技研究設施。歐嘉隆在蘇格蘭Newhouse的研究設施是它在歐洲的研究所在地，另外在其他三個國家亦有研發隊伍。它的產品在全球超過100個國家都有發售，而當中超過60個國家都設有分公司或附屬公司、15個國家設有生產線（主要生產線設於中、英、美、日、德及荷六國）。歐嘉隆現時在全球僱有13,000名員工，單是美國本身就已有超過1800名員工。歐嘉隆在台灣及中國大陸都設有分公司。

## 歷史
歐嘉隆於1923年由Dr. Saal van Zwanenberg在荷蘭成立，名叫“Zwanenberg-Organon”。當時的產品主要是從動物副産品中生産出胰島素和其他藥品，供人類使用。1930年代成功使雌激素商品化。 
第二次世界大戰之後，歐嘉隆積極開拓新市場。1953年開始生產可的松(又譯皮質酮)。1962年，歐嘉隆收購了Lyndiol。Lyndiol是世上第一家生產避孕丸(口服避孕藥)的公司。
2020 年 5 月，默克 (Merck & Co.) 宣布，Organon & Co. 将成为“其女性健康、传统产品和生物仿制药业务的待分拆子公司，该公司称该业务有望在2021年底上半年完成”。默克完成分拆，Organon & Co. 于 2021 年 6 月 3 日成为上市公司。

## 產品
以下為以應用範圍來分類的知名品牌：
- 避孕藥
  - 美欣乐 (Mercilon)
  - 母扶樂/媽富隆 (Marvelon)
- 抗抑鬱藥
  - Tolvon (Mianserin HCl Tablet)

以下為歐嘉隆過去或現在所生產的品牌名稱：
- Aacidexam
- Aacifemine
- Cerazette
- Deca-durabolin
- Dimenformon prolongatum
- Esmeron
- Gracial
- Implanon
- Lerivon
- Livial
- Marvelon
- Meno-implant
- Mercilon
- Norcuron
- Nuvaring
- Oncotice
- Oradexon
- Orgalutran
- Orgametril
- Orgaran
- Ovidol
- Pregnyl
- Provigil
- Puregon
- Remeron
- Sustanon 250
- Testocaps
- Thyrax

## 爭議
2004年，歐嘉隆藥廠曾被指控涉嫌透過濫用《藥品價格競爭及專利回復法》，以不法手段擴大壟斷其產品樂活憂（Remeron）在抗憂鬱劑的市場佔有率，而被史夫仁和巴洛衛律師事務所帶上法庭。結果雙方以3600萬美元達成和解協議。

## 參看
- 歐加農生物科技公司
- 南京歐加農製藥有限公司

## 外部連結
- 官方網站
- 歐嘉隆繁體中文官方網站
- 欧加农简体官方网站[永久]